# Lichtenauer Hochland
Das Lichtenauer Hochland erstreckt sich nordöstlich von Hessisch Lichtenau  im nordhessischen Werra-Meißner-Kreis in einer vorwiegend offenen hügeligen Mittelgebirgslandschaft. Weil das kühl-feuchte Klima sowie die meisten Böden in dieser Gegend keine gewinnbringende Ackerbauwirtschaft erlaubten, wurden die Ländereien meistens als Weideland und zur Futtergewinnung genutzt. Durch die extensive Landbearbeitung entstanden Grünlandgesellschaften, die wegen des Nebeneinanders verschiedener Offenlandbiotope hessenweite Bedeutung besitzen. Als besonders schutzwürdig angesehen werden die Pflanzengesellschaften der Glatthafer-, Pfeifengras- und Kohldistelwiesen, die orchideenreichen Kalkmagerrasen mit ihren Verbuschungsstadien und die  Borstgrasrasen sowie die Kalktuffquellen und kalkreichen Sümpfe. Wegen der Vorkommen seltener oder bedrohter Lebensräume und Arten wurde das Lichtenauer Hochland als ein Fauna-Flora-Habitat(FFH)-Gebiet in das europaweite Schutzgebietssystem Natura 2000 integriert, das die Erhaltung der biologischen Vielfalt zum Ziel hat.

## Lage
Das FFH-Gebiet liegt nordöstlich der Stadt Hessisch Lichtenau und nordwestlich des Ortsteils Walburg, in deren Gemarkungen sich die geschützten Flächen befinden. Es reicht von den Quellbereichen am Stedtebach im Süden bis zu dem 485 m hohen Eisenberg und dem 430 m hohen Hasenberg im Norden. In der naturräumlichen Gliederung Deutschlands wird das Gebiet dem Hessisch-Lichtenauer Becken (357.51) und dem  Rommeroder Hügelland (357.53) in der Witzenhausen-Altmorschener Talung (357.5) zugeordnet. Sie sind Einheiten des Fulda-Werra-Berglands (357) in der Haupteinheitengruppe des Osthessischen Berglands.

## Boden und Landnutzung

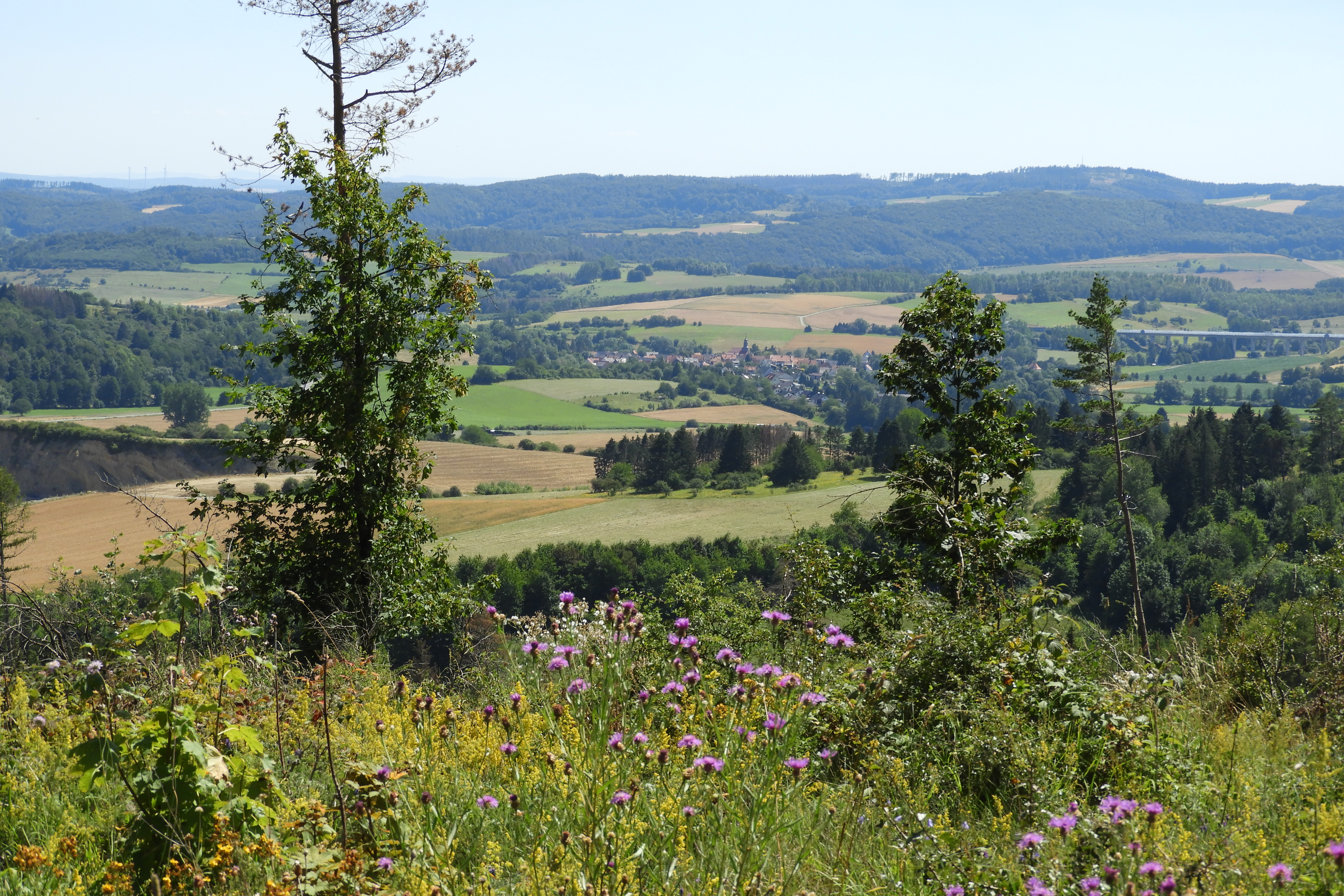
Der östliche Bereich des Schutzgebiets vom Rösberg aus gesehen

Ausgangsgesteine in dem nördlichen und westlichen Teil sind die Schichten des Muschelkalks, die nach Osten und Süden von den Sedimenten des Keupers abgelöst werden. In dem Übergangsbereich entspringen zahlreiche Quellen, deren Wasser in den Stedtebach fließen. In der Umgebung des Baches und am Ortsrand von Hessisch Lichtenau herrschen lehmig-tonige, stellenweise tiefgründige Braunerden vor. Der Norden, mit dem Eisenberg, weist dagegen die für flachgründige Muschelkalkstandorte typischen Rendzinen auf, deren Oberboden je nach Exposition und Hangneigung unterschiedlich mächtig entwickelt ist.
Das Lichtenauer Hochland war seit langem ein Grünlandgebiet, das wegen der klimatischen und den sozioökonomischen Bedingungen vor allem als Weideland sowie zur Heu- und Streugewinnung genutzt wurde. Der Braunkohlenbergbau in der Region, der zu den ältesten seiner Art in Deutschland gehörte, bot der Bevölkerung Arbeitsplätze. Landwirtschaft ist daher auf den dürftigen Böden oft nur im Nebenerwerb und meist auf kleinen Parzellen betrieben worden. Die ortsnahen Flächen in der Umgebung des Stedtebaches wurden überwiegend gemäht und das Futter an das Vieh verfüttert, das das ganze Jahr über im Stall oder auf einigen Weiden in Hofnähe standen. Die weiter entfernt liegenden Bereiche um den Eisenberg mit seinen flachgründigen, wenig produktiven Muschelkalkhängen dienten in dieser Zeit als Hutefläche oder Allmendeweide für Schafe, Ziegen und Rinder.
Ohne Zufuhr von Stickstoff konnten die Wiesen je nach Witterung erst ab Mitte Juni oder Anfang Juli gemäht werden. Auf den wechselfeuchten bis staunassen Standorten noch später. Die sich über längere Zeit erstreckende Mahd und auch die langen Regenerationspausen die die Nutzung kennzeichneten, ermöglichten die Entwicklung der Pfeifengraswiesen, die zu dem artenreichsten Grünland in Deutschland gehören und durch ihren Blütenreichtum für viele Insektenarten einen wichtigen Lebensraum darstellen.
Die traditionelle Form der Bewirtschaftung verlor spätestens seit den 1970er Jahren an Bedeutung. Danach gab es immer wieder Bestrebungen mit Hilfe von Maschinen und Dünger große Grünlandflächen in Ackerland umzuwandeln. Diese Versuche wurden vermutlich aus klimatischen Gründen und der Neigung der Böden zur Staunässe wieder aufgegeben.

## FFH-Lebensraumtypen
Den naturschutzfachlichen Wert des Gebiets begründen vor allem die oft kleinräumig wechselnden Biotope, zu denen Flachlandmähwiesen, Trespen-Schwingel-Kalktrockenrasen und Pfeifengraswiesen gehören, die in den Quellbereichen durch Kalktuffquellen und Kalkreiche Niedermoore ergänzt werden. Sie bieten zahlreichen gefährdeten Pflanzen- und Tierarten Lebensraum. Besonders die Halbtrockenrasen mit dem Vorkommen des Skabiosen-Scheckenfalters, der hier eines seiner letzten gesicherten Vorkommen in Hessen hat und die Mittelgebirgsausbildung der Pfeifengraswiesen, an ihrem nördlichen Verbreitungsrand, gelten als von „überregionaler Bedeutung“. Wichtig sind die Flächen auch gemeinsam mit den benachbarten FFH-Gebieten Rösberg bei Rommerode und Hohekopf bei Großalmerode für die Vernetzung der Magerrasen im Werra-Meißner-Kreis, die einen Austausch der Individuen sichern und eine Verinselung verhindern sollen.
| EU-Code | Lebensraumtyp                   | Gesamtfläche | Biotop und Flora |
| ------- | ------------------------------- | ------------ | --- |
| 6212    | Submediterrane Halbtrockenrasen | 14,41 ha     | Auf den wärmebegünstigten Lagen der Muschelkalkrücken des Eisen- und Hasenbergs nehmen die Trespen-Schwingel-Kalk-Trockenrasen große, zusammenhängende Flächen ein. Schopfige Kreuzblume, Tauben-Skabiose, Futter-Esparsette, Stängellose Kratzdistel, Großblütige Braunelle, Fieder-Zwenke und Pyramiden-Schillergras gehören zu den Arten, die die Kalkmagerrasen des Lichtenauer Hochlands gegenüber den Flachlandmähwiesen abgrenzen. Viele landesweit gefährdete Pflanzen wie Sumpf-Kreuzblume, Katzenpfötchen, Wiesen-Leinblatt, Gefranster und Deutscher Enzian, Knollenkümmel und Breitblättriges Laserkraut haben im Gebiet hier ihren Verbreitungsschwerpunkt. Die Orchideen Mücken-Händelwurz und Stattliches Knabenkraut treten regelmäßig auf und mit wenigen Exemplaren auch die Fliegen-Ragwurz. Gefährdet werden die Magerrasen von Verbrachung und Verbuschung. Zur Vermeidung dieser Beeinträchtigungen werden die Flächen mit Rindern oder von einer Wanderschafherde beweidet. Ein Teil der wertvollen Flächen liegt allerdings brach oder wird nur in Jahren mit Futtermangel genutzt. |
| 6410    | Pfeifengraswiesen               | 3,10 ha      | Eine, der drei Nutzungsvarianten diesen Wiesentyps, dem das Blaue Pfeifengras seinen Namen gab, ist eine einschürige und späte Mahd, die ausschließlich aus Naturschutzgründen erfolgt. Die als „Rückgrat des Lebensraumtyps im Lichtenauer Hochland“ bezeichneten Flächen besitzen eine hohe Anzahl verschiedener Feucht- und Wirtschaftswiesenarten, die mit ihren charakteristischen Begleitern attraktive Blühphasen von Beginn bis zum Ende der Vegetationsperiode entwickeln. Dagegen gelten die Bestände der Wiesen, die zur Heumahd im Juni und mit einem zweiten Schnitt im Juli oder August gemäht werden, als ärmer an Kennarten, zu denen Nordisches Labkraut, Heil-Ziest und Silge gehören. Die ungenutzten oder nur sporadisch bearbeiteten Wiesen werden teilweise von Herdenbildungen einzelner Arten wie Pfeifengras, Sibirische Schwertlilie oder Heil-Ziest geprägt. Großseggen und Hochstauden feuchter Standorte wie Sumpf-Segge und Mädesüß erreichen hier größere Anteile. |
| 6510    | Magere Flachlandmähwiesen       | 69,06 ha     | Die in allen Bereichen des Schutzgebiets verbreiteten Mähwiesen kommen großflächig am Ostabfall des Schulbergs, an den Hängen des Stedtebachtales und an den Unterhängen des Eisen- und Hasenbergs vor. Die hier wachsenden Glatthafer, Wiesen-Labkraut, Zweijähriger Pippau und Wiesen-Glockenblume kennzeichnen zusammen mit Zeigerarten nährstoffarmer Standorte die Pflanzengemeinschaft der Glatthaferwiesen. Die Ausbildung auf eher feuchten Standorten mit wechselnder Grundwasserständen prägen Arten wie Großer Wiesenknopf, Herbstzeitlose, Wiesen-Knöterich und Rasen-Schmiele. Die eher trockenen Flächen beherbergen Gewächse der Kalkmagerrasen wie Hopfenklee, Knolliger Hahnenfuß, Zittergras, Mittlerer Wegerich, Aufrechte Trespe, Esparsette und Schopfige Kreuzblume. Zu den Besonderheiten gehören auch Kugelige Teufelskralle und Hohe Sommerwurz. |
| *7220   | Kalktuff-Quellen                | 0,014 m2     | Eine Sinterbildung durch Kalkablagerungen tritt auf einer Länge von 200 Metern in einem Graben im Tal des Stedtebaches nordwestlich von Walburg auf. Auf der grundwassergespeisten Sohle bilden die charakteristischen Moose Cratoneuron commutatum, Cratoneuron filicinum und Bryum pseudotriquetrum teilweise große Flecken. |
| 7230    | Kalkreiche Niedermoore          | 0,08 m2      | Quellsümpfe, die zu diesem Lebensraumtyp gehören, kommen vernetzt mit Feuchtbrachen und brachliegenden Pfeifengraswiesen am Stedtebach und in den Gräben beiderseits der Bahnlinie vor. In den Beständen, die weder genutzt noch gepflegt werden, wachsen Davalls Segge, Breitblättriges Wollgras, Sumpf-Stendelwurz sowie biotoptypische Moose. |

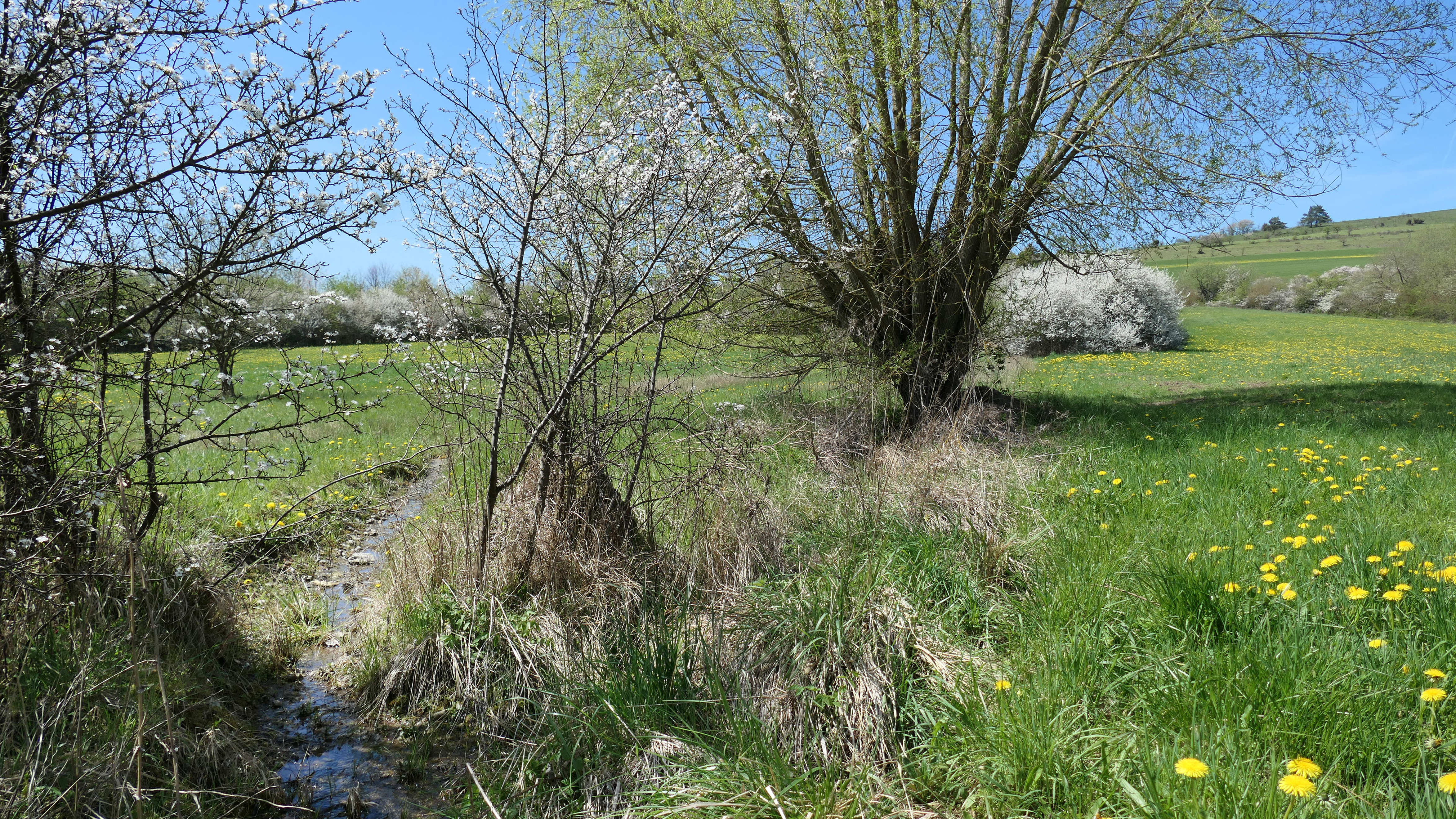
Sinterbildung durch Kalkablagerungen in einem Graben im Tal des Stedtebaches
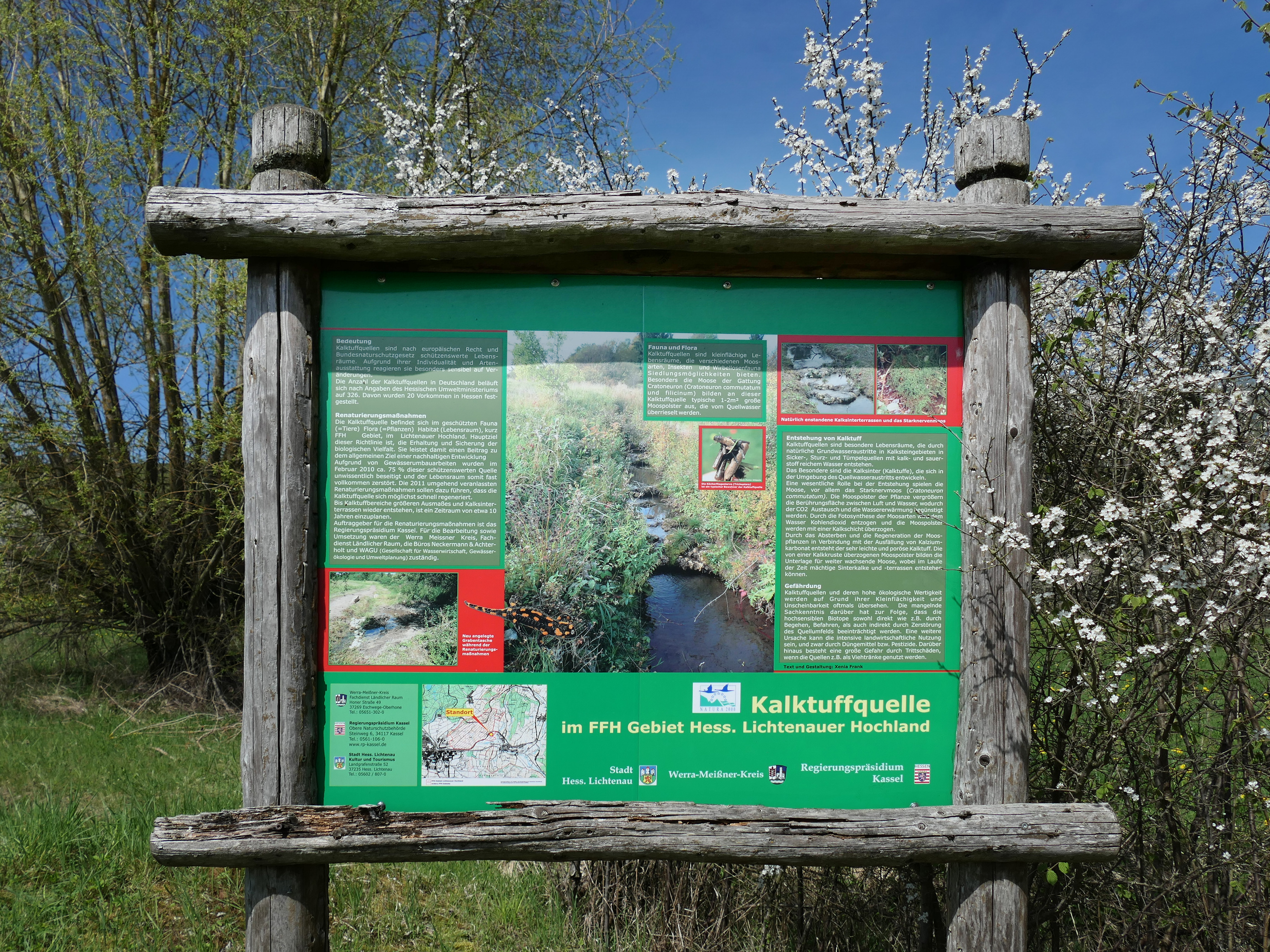
Informationstafel im Gebiet

## Fauna

### Vögel
Ein seltener Brutvogel, Durchzügler und Wintergast im Gebiet ist der vom Aussterben bedrohte Raubwürger. Viele Jahre lang hatte das Lichtenauer Hochland, als eines der letzten hessischen Brutgebiete, eine besondere Bedeutung für die Population. Die weiträumige Kulturlandschaft, mit ihren verschiedenen Wiesentypen und geeigneten Sitzwarten, entsprach seinem bevorzugten Lebensraum. Ihm wurde ein Artenschutzkonzept im Rahmen der Biodiversitätsstrategie des Landes Hessen gewidmet, mit dem versucht werden soll zu seinem Schutz sein Habitat gezielt zu fördern.
Zu den in Hessen seltenen Vogelarten, die hier angetroffen wurden, werden auch Schwarzstorch, Wachtelkönig, Neuntöter und Heidelerche gezählt. Sie gehören zu den gefährdeten Arten die im Anhang I der europäischen Vogelschutzrichtlinie aufgelistet werden und für die besondere Schutzmaßnahmen und Flächen ausgewiesen werden sollen. Eine weitere in Hessen seltene und vom Aussterben bedrohte Vogelart ist der Wendehals. Er wurde bislang sporadisch im Lichtenauer Hochland angetroffen.

### Tagfalter, Widderchen und Heuschrecken

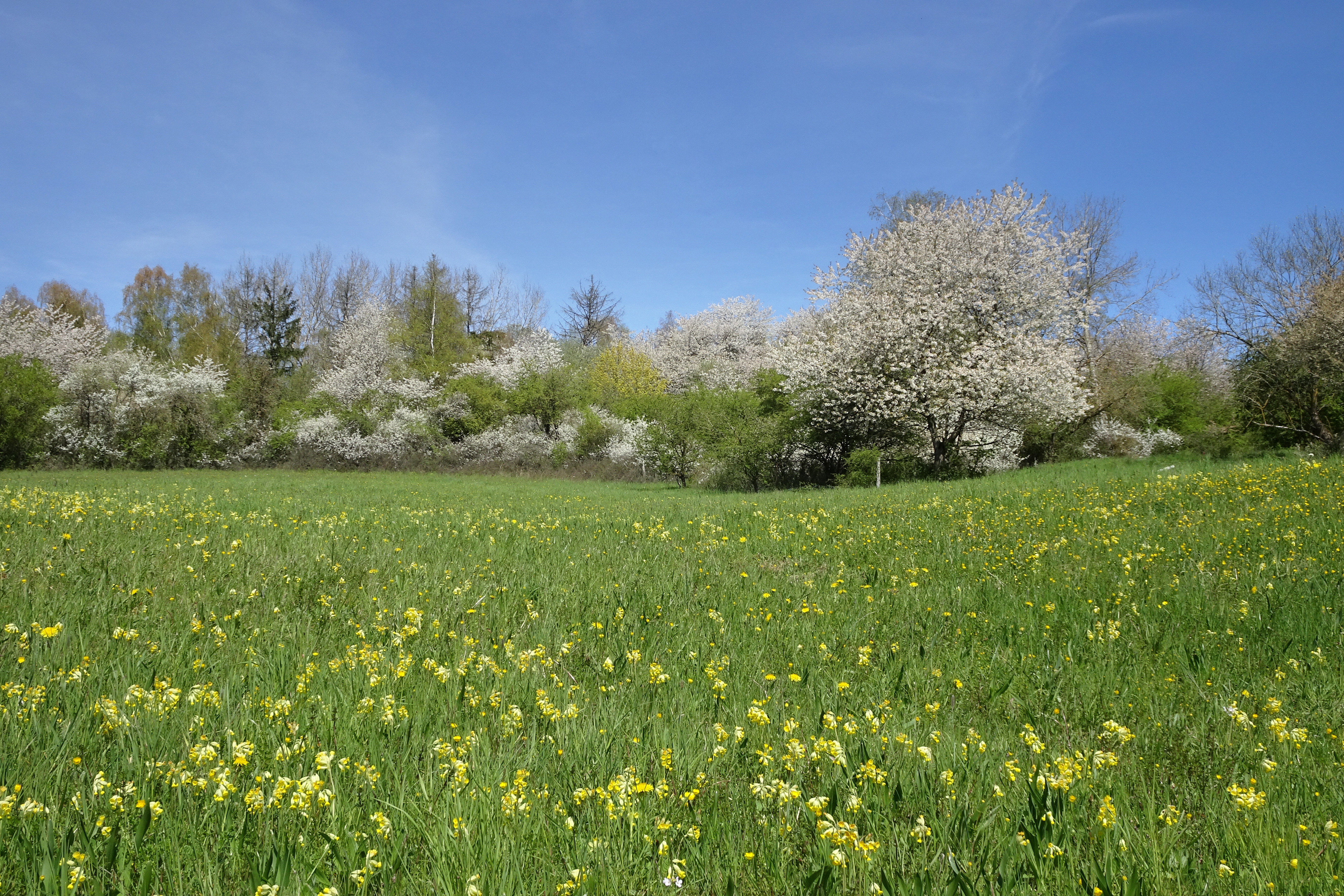
Das weitläufige Gebiet wird auch durch die eingestreut liegenden Feldgehölze geprägt

Das Lichtenauer Hochland besitzt eine hohe Bedeutung für die hier lebenden Schmetterlinge Dunkler Wiesenknopf-Ameisenbläuling und Skabiosen-Scheckenfalter. Sie gehören zu den im Anhang II der Fauna-Flora-Habitat(FFH)-Richtlinie aufgelisteten Arten von gemeinschaftlichem Interesse, für die nach den Gesetzen der Europäischen Union besondere Schutzgebiete eingerichtet werden müssen. Diese Bereiche sollen dann so betreut werden, dass die ökologischen Bedürfnisse dieser Arten erfüllt werden und ihre Bestände erhalten bleiben.

Weitere bemerkenswerte Tagfalter, die bei Begehungen auf den Flächen im Rahmen der Grunddatenerhebung in den Sommermonaten 2002 und 2003 beobachtet wurden, sind die in Hessen erheblich zurückgegangenen und stark gefährdeten Arten Graubrauner Dickkopffalter, Roter Würfel-Dickkopffalter, Kommafalter, Kreuzdorn-Zipfelfalter, Quendel-Ameisenbläuling, Skabiosen-Scheckenfalter, Wachtelweizen-Scheckenfalter und Blaugrasfalter sowie die als gefährdet angesehenen oder auf der Vorwarnliste als zurückgehend Art stehenden Kleiner Malvendickkopffalter, Gelbwürfeliger Dickkopffalter, Schwalbenschwanz, Senfweißling, Goldene Acht Schlüsselblumen-Würfelfalter, Brauner Feuerfalter, Brombeerzipfelfalter, Zwergbläuling, Geißkleebläuling, Sonnenröschen-Bläuling, Violetter Waldbläuling, Großer Perlmuttfalter, Ehrenpreis-Scheckenfalter, Mauerfuchs, Perlgrasfalter, Blauschwarzer Ameisenbläuling und Violetter Waldbläuling.
Zu der reichen Falterfauna gehören auch die wenig flugaktiven und keine langen Strecken zurücklegenden Zu der reichen Falterfauna gehören auch die wenig flugaktiven und keine langen Strecken zurücklegenden Widderchen: Thymian-, Esparsetten-, Beilfleck- und Kleines Fünffleck-Widderchen, Gemeines Blutströpfchen und Echtes Klee-Widderchen.
Bei der Bewertung der Lebensräume und zur Feststellung von Vorkommen wertsteigernder Tierarten wurden bei den Kartierungen für die Grunddatenerhebung neben den Tagfaltern und Widderchen auch die Vorkommen von Heuschrecken auf repräsentativen Flächen untersucht. Unter ihnen waren die in Hessen gefährdeten Langfühlerschrecken Kurzflügelige Beißschrecke und Warzenbeißer sowie die Kurzfühlerschrecken Heidegrashüpfer und Sumpfgrashüpfer.

### Weitere bemerkenswerte Arten
Im Standarddatenbogen vom Oktober 2002 werden als Arten von gemeinschaftlichem Interesse des Anhangs IV der FFH-Richtlinie Geburtshelferkröte, Thymian-Ameisenbläuling, Breitflügelfledermaus, Rauhautfledermaus, Zwergfledermaus und Zauneidechse aufgeführt. Auf der Liste der Arten des Anhangs IV stehen die Tiere und Pflanzen die europaweit unter Schutz stehen, weil sie in ganz Europa gefährdet und damit schützenswert sind. In Deutschland sind sie als „streng geschützte Arten“ in das Bundesnaturschutzgesetz übernommen worden. Bei späteren Untersuchungen wurden als weitere FFH-Anhang-IV-Arten die Kleine und Große Bartfledermaus und die Fransenfledermaus im Gebiet festgestellt.

## Unterschutzstellung
Im Rahmen der Umsetzung der Fauna-Flora-Habitat-Richtlinie wurde das Lichtenauer Hochland im Juli 2001 der EU-Kommission für das länderübergreifende ökologische Schutzgebietssystem „Natura 2000“ vorgeschlagen. Begründet wurde die Schutzwürdigkeit mit der engen Verzahnung der verschiedenen, funktionell zusammenhängenden Offenlandbiotope, die als von „hessenweiter Bedeutung“ bewertet wurde sowie der stabilen Population des Dunklen Wiesenknopf-Ameisenbläulings und dem Vorkommen des Skabiosen-Scheckenfalters. Nach der Bestätigung als Gebiet von gemeinschaftlicher Bedeutung im Dezember 2004 forderte die EU neben dem Gebietsmanagement und dem damit verbundenen Monitoring eine förmliche Schutzerklärung, die im Januar 2008 mit der „Verordnung über Natura 2000-Gebiete in Hessen“ erfolgte. Das FFH-Gebiet mit einer Größe von 286,91 Hektar hat die Gebietsnummer 4724-304 und den WDPA-Code  555520059.

## Besucherhinweis
Das FFH-Gebiet kann auf vorhandenen Wegen begangen werden.